# Picardia
Picardia is een geslacht van vlinders in de familie van de vedermotten (Pterophoridae).
De typesoort van het geslacht is Pterophorus imerinae Bigot, 1964

## Soorten
- Picardia betsileo
- Picardia eparches
- Picardia leza
- Picardia orchatias
- Picardia raymondi
- Picardia ruwenzoricus
- Picardia tumbuka